# ارمنستان در مسابقه آواز یوروویژن نوجوانان ۲۰۱۵
ارمنستان در مسابقه آواز یوروویژن نوجوانان ۲۰۱۵ در صوفیه، بلغارستان شرکت کرد. در تاریخ ۱۱ ژوئن ۲۰۱۵ تأیید شد که آن‌ها از روش انتخاب داخلی استفاده خواهند کرد. مایکل وارووسیان (میکا) به عنوان نماینده ارمنستان در تاریخ ۱۴ ژوئیه با ترانه «عشق» انتخاب شد که در تاریخ ۶ اکتبر به‌طور رسمی این انتخاب اعلام گردید. ارمنستان در این مسابقات در نهایت با ۱۷۶ امتیاز در فینال، مقام دوم را کسب کرد.

## پیش از یوروویژن نوجوانان

### انتخاب داخلی
در تاریخ ۱۱ ژوئن ۲۰۱۵، پخش‌کننده عمومی ارمنستان، تلویزیون دولتی ارمنستان (ARMTV)، برنامه‌های خود را برای شرکت در مسابقه آواز یوروویژن نوجوانان ۲۰۱۵ در پایتخت بلغارستان، صوفیه اعلام کرد. پخش‌کننده برای انتخاب هنرمند و ترانه‌ای که ارمنستان را در نوامبر نمایندگی کند، روش انتخاب داخلی را برگزیده بود.
پخش‌کننده در تاریخ ۱۴ ژوئیه اعلام کرد که مایکل وارووسیان، پسر ۱۲ ساله، به عنوان نماینده ارمنستان در بلغارستان انتخاب شده است. او در واقع عضو گروه کامپاس بند، که نمایندگان ارمنستان در سال ۲۰۱۲ بودند، بود. در سال ۲۰۱۲ به دلیل ۹ ساله بودنش نتوانست در مسابقه شرکت کند. وارووسیان از سال ۲۰۱۳ در مسابقات انتخاب ملی ارمنستان شرکت کرده بود، اما هیچ‌گاه موفق به کسب مجوز نمایندگی کشورش در مسابقه نوجوانان نشد.
در تاریخ ۱۹ سپتامبر، اعلامیه‌ای از طرف پخش‌کننده عمومی منتشر شد که نشان می‌داد نماینده ارمنستان در یوروویژن نوجوانان ۲۰۱۵، مایکل وارووسیان، ترانه «عشق» را اجرا خواهد کرد. این ترانه در تاریخ ۶ ژوئیه به‌طور رسمی ارائه شد.

## اطلاعات هنرمند و ترانه

### مایکل وارووسیان
مایکل وارووسیان (ارمنی: Միքայել Վարոսյան)، که بیشتر با نام میکا (ارمنی: Միկա) شناخته می‌شود، یک خواننده نوجوان ارمنی است که ارمنستان را در مسابقه آواز یوروویژن نوجوانان ۲۰۱۵ نمایندگی کرد. میکا حرفه موسیقی خود را از شش سالگی آغاز کرد، آن هم پس از اینکه در رسته هنر تحصیل کرد. وارووسیان در فستیوال‌های مختلف موسیقی بین‌المللی شرکت کرده است، از جمله مسابقه انتخاب ملی ارمنستان با عنوان موج جدید در ۲۰۱۲ و در ۲۰۱۳ در فستیوال درخشش طلایی که در وارنا برگزار شد.

### عشق
عشق ترانه‌ای است از خواننده نوجوانان ارمنی مایکل وارووسیان، که با نام میکا نیز شناخته می‌شود. این ترانه نماینده ارمنستان در مسابقه آواز یوروویژن نوجوانان ۲۰۱۵ در بلغارستان بود و او با کسب ۱۷۶ امتیاز مقام دوم را کسب کرد که بالاترین امتیاز برای یک نماینده ارمنی بدون برد در بخش مقدماتی بود.

## در یوروویژن نوجوانان
در قرعه‌کشی ترتیب اجرا که در تاریخ ۱۵ نوامبر ۲۰۱۵ برگزار شد، ارمنستان برای اجرا در ردیف یازدهم در تاریخ ۲۱ نوامبر ۲۰۱۵ انتخاب شد (پس از بلاروس و پیش از اوکراین).

### فینال
میکا یک کت صورتی و پیراهن سفید به تن داشت، و همخوان‌ها و رقصندگان او نیز لباس‌های صورتی با زرق و برق پوشیده بودند. اجرا با یک نمای وسیع از صحنه و تماشاگران در آرنا آرمیک آغاز شد و سپس دوربین به صحنه نزدیک شد، جایی که یک زمین بزرگ که بر روی پس‌زمینه‌ها نمایش داده شده بود به دور خود چرخید و قلب‌های پیکسلی به همراه نماد میکا ظاهر شدند. پس‌زمینه‌های ارمنستان بسیار پویا بودند به‌طوری که همه می‌توانستند رنگ‌های صورتی و خاکی را ببینند، کلمه «عشق» که بر روی پس‌زمینه نوشته شده بود و نورهای سفید صحنه را زینت می‌بخشیدند. در پایان اجرا نیز از آتش‌بازی استفاده شد. در پایان رای‌دهی، ارمنستان مقام دوم را با ۱۷۶ امتیاز کسب کرد.

### رای‌دهی
رای‌دهی در فینال شامل ۵۰ درصد رای عمومی و ۵۰ درصد رای هیئت داوران بود. هیئت داوران متشکل از پنج حرفه‌ای صنعت موسیقی بودند که شهروند کشورهایی بودند که نمایندگی می‌کردند و نام‌های آن‌ها پیش از مسابقه منتشر شد تا شفافیت رعایت شود. از این هیئت خواسته شد که هر شرکت‌کننده را بر اساس معیارهای زیر قضاوت کند: توانایی صوتی؛ اجرای صحنه‌ای؛ ترکیب و اصالت ترانه؛ و تأثیر کلی از اجرا. علاوه بر این، هیچ‌کدام از اعضای هیئت داوران ملی نباید به هیچ‌وجه با هیچ‌یک از شرکت‌کنندگان ارتباط داشته باشند تا بتوانند به‌طور بی‌طرفانه و مستقل رای دهند. رده‌بندی فردی هر عضو هیئت داوران یک ماه پس از فینال منتشر شد.
پس از انتشار نتایج تفکیکی کامل رای‌دهی توسط اتحادیه پخش اروپا پس از پایان مسابقه، مشخص شد که ارمنستان در رای عمومی و در رای هیئت داوران هر دو مقام دوم را کسب کرده است. در رای عمومی، ارمنستان ۱۳۴ امتیاز کسب کرد، در حالی که در رای هیئت داوران، ارمنستان ۱۴۹ امتیاز به دست آورد. در زیر، تفکیک امتیازاتی که به ارمنستان داده شده و امتیازاتی که ارمنستان در فینال به آن‌ها داده است، به همراه تفکیک رای هیئت داوران و رای عمومی در فینال آورده شده است.
| امتیاز    | کشور |
| --------- | --- |
| ۱۲ امتیاز | - بلاروس - گرجستان - هلند - روسیه                                                                         |
| ۱۰ امتیاز | - آلبانی - استرالیا - بلغارستان - نوجوانانان هیئت داوران - مقدونیه شمالی - سان مارینو - صربستان - اسلوونی |
| ۸ امتیاز  | - جمهوری ایرلند - اوکراین                                                                                 |
| ۷ امتیاز  | - مالت - مونته‌نگرو                                                                                        |
| ۶ امتیاز  | ایتالیا                                                                                                   |
| ۵ امتیاز  | |
| ۴ امتیاز  | |
| ۳ امتیاز  | |
| ۲ امتیاز  | |
| ۱ امتیاز  | |

| امتیاز    | کشور       |
| --------- | ---------- |
| ۱۲ امتیاز | مالت       |
| ۱۰ امتیاز | اسلوونی    |
| ۸ امتیاز  | گرجستان    |
| ۷ امتیاز  | روسیه      |
| ۶ امتیاز  | آلبانی     |
| ۵ امتیاز  | بلاروس     |
| ۴ امتیاز  | صربستان    |
| ۳ امتیاز  | ایتالیا    |
| ۲ امتیاز  | سان مارینو |
| ۱ امتیاز  | استرالیا   |

#### نتایج دقیق رای‌گیری
اعضای هیئت داوران ارمنستان به شرح زیر بودند:
- آرتور آساتیان
- اینگا آرشاکیان
- اریک کاراپتیان
- اما آساتریان
- آلا لوونیان

| قرعه | کشور          | A. Asatyan | I. Arshakyan | E. Krapetyan | E. Asatryan | A. Levonyan | میانگین امتیاز داوران | امتیازهای تلفن همراه | امتیازهای اعطا شده |
| ---- | ------------- | ---------- | ------------ | ------------ | ----------- | ----------- | --------------------- | -------------------- | ------------------ |
| ۰۱   | صربستان       | ۲          | ۷            | ۳            | ۶           | ۴           | ۵                     | ۱                    | ۴                  |
| ۰۲   | گرجستان       | ۸          | ۱۲           | ۱۲           | ۱۲          | ۱۲          | ۱۲                    | ۵                    | ۸                  |
| ۰۳   | اسلوونی       | ۷          | ۸            | ۱۰           | ۱۰          | ۱۰          | ۱۰                    | ۸                    | ۱۰                 |
| ۰۴   | ایتالیا       | ۱۲         | ۴            |              |             | ۷           | ۶                     |                      | ۳                  |
| ۰۵   | هلند          |            | ۳            | ۲            | ۳           |             | ۲                     |                      |                    |
| ۰۶   | استرالیا      | ۱          |              |              | ۴           |             |                       | ۳                    | ۱                  |
| ۰۷   | جمهوری ایرلند |            | ۲            |              |             |             |                       |                      |                    |
| ۰۸   | روسیه         | ۳          | ۵            | ۷            | ۲           | ۳           | ۳                     | ۱۰                   | ۷                  |
| ۰۹   | مقدونیه شمالی |            |              |              |             |             |                       |                      |                    |
| ۱۰   | بلاروس        | ۶          |              | ۵            | ۵           | ۶           | ۴                     | ۷                    | ۵                  |
| ۱۱   | ارمنستان      |            |              |              |             |             |                       |                      |                    |
| ۱۲   | اوکراین       |            | ۱            | ۴            |             | ۲           |                       | ۲                    |                    |
| ۱۳   | بلغارستان     | ۴          |              | ۱            | ۱           | ۱           | ۱                     |                      |                    |
| ۱۴   | سان مارینو    |            |              |              |             |             |                       | ۴                    | ۲                  |
| ۱۵   | مالت          | ۱۰         | ۱۰           | ۸            | ۸           | ۸           | ۸                     | ۱۲                   | ۱۲                 |
| ۱۶   | آلبانی        | ۵          | ۶            | ۶            | ۷           | ۵           | ۷                     | ۶                    | ۶                  |
| ۱۷   | مونته‌نگرو     |            |              |              |             |             |                       |                      |                    |